# Emilio Álvarez Giménez
Emilio Álvarez Giménez, nacido en Puebla de Sanabria el 21 de marzo de 1830 y fallecido en Pontevedra el 12 de junio de 1911, fue un dramaturgo, regionalista y político español.

## Trayectoria

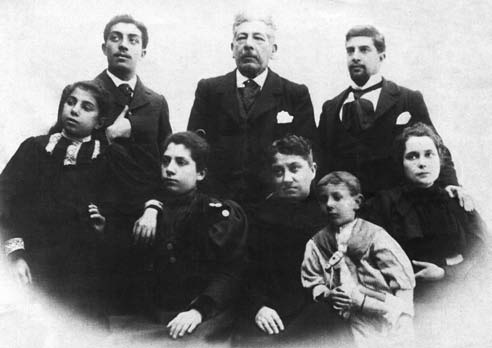
Arriba de izq. la der.: Darío Álvarez Limeses, Emilio Álvarez Giménez y Xerardo Álvarez Limeses. Abajo de izq. a der.: María Álvarez Limeses (mujer de Celso García de la Riega), Carmen Álvarez Limeses (mujer de José Buela), Amalia Limeses Iglesias (mujer de Emilio), el niño Xosé Álvarez Limeses y María Gallego Martínez (mujer de Xerardo).

Emilio Álvarez Giménez nació en Puebla de Sanabria en el año 1830. En 1857 fue destinado en Pontevedra para llevar la Cátedra de Estudios Clásicos y Castellanos del instituto local. Desde aquel momento quedaría muy ligado a la ciudad del río Lérez, donde se asentó definitivamente. Tomó contacto con integrantes del movimiento del Regionalismo. Como militante liberal, se integró en el Comité Revolucionario de Pontevedra en 1868. Participó activamente en el periodismo pontevedrés colaborando en Galicia Humorística, El Iris, El Eco de Pontevedra, La Reforma, El Voto Popular, Los Maestros de España, Crónica de Pontevedra, La Revista Popular, y dirigiendo El Fénix, El Alerta, El Dictamen, La Paz y El Eco de Tambo.
En el instituto donde ejerció su labor docente creó un cuadro teatral. Álvarez Giménez es autor de la primera pieza teatral de temática histórica escrita en lengua gallega, cuyo título es Mari-Castaña. Una Revuelta Popular (1884), que no llegó a ver la luz en aquella época. También es autor de una biografía del padre Sarmiento, un Refranero Gallego y varias composiciones poéticas.
Ocupó igualmente cargos políticos como la vicepresidencia de la Diputación Provincial de Pontevedra. También fue Jefe Superior Honorario de la Administración Civil y consejero de instrucción pública. Ocupó igualmente cargos no políticos de importancia, como la presidencia de la Sociedad Económica de Pontevedra.
Casado en primeras bodas con Natalia Novoa Limeses y luego de su fallecimiento con la prima de su primera mujer, Amalia Limeses Iglesias, sus descendientes incluyen importantes escritores e intelectuales gallegos, como Xerardo Álvarez Limeses, Darío Álvarez Limeses, Emilio Álvarez Blázquez, Xosé María Álvarez Blázquez, Xosé María Álvarez Cáccamo, Celso Álvarez Cáccamo y Emilio Álvarez Negreira.
Álvarez Giménez muere en Pontevedra en el año 1911.

## Obra en gallego

### Teatro
- La casamenteira, 1984, Cuadernos de la Escuela Dramática Gallega.
- Mari-Castaña, 1984, Cuadernos de la Escuela Dramática Gallega.

## Obra en castellano
- Blas el armero, 1855.
- Payo Gómez Chariño, 1867.
- El manojo de espigas, 1878, premiado en el Certamen Literario de Lugo.
- A bordo de la Numancia, 1878.
- En la piedra de toque, 1878.
- Judit o la heroína de Betulia, 1906.
- A rajatabla, 1908.

### Ensayo
- Estudio sobre las faltas del lenguaje que se cometen en Galicia, 1870, reeditado y ampliado en 1872 con el título Los defectos del lenguaje en Galicia, y en la provincia de León.
- Estudio gramatical basado en la doctrina de la Academia y en el uso de los buenos escritores.
- Biografía de Fray Martín Sarmiento y noticia de sus obras, 1884.
- Literatura Preceptiva o Retórica y Poética.
- Refranero agrícola y meteorológico gallego, 1904.

### Poesía
- Humildes, 1900.